# Adamov, České Budějovice
Adamov là một làng thuộc huyện České Budějovice, vùng Jihočeský, Cộng hòa Séc.